# Atomè
Atomè è un arrondissement del Benin situato nella città di Aplahoué (dipartimento di Kouffo) con 16.105 abitanti (dato 2006).